# Jeryl Sasser
Jeryl Henry Braxton Sasser (Dallas, Texas; 13 de febrero de 1979) es un exjugador de baloncesto estadounidense que jugó en Orlando Magic de la NBA de 2001 a 2003. Con 1,98 metros de estatura, jugaba en la posición de escolta. Es el hermano del también jugador Jason Sasser, y nieto del exjugador John Barber.

## Trayectoria deportiva

### Universidad
Sasser se graduó en el Instituto Justin F. Kimball, de Dallas, a quien llevó al título estatal en 1996 y 1997. Después gozó de una exitosa carrera en la Universidad de Southern Methodist, donde jugó cuatro temporadas. En la campaña 1997-98, la de su debut, firmó 15 puntos, 8.3 rebotes y 3.7 asistencias. El premio a su buena campaña quedó reflejado con el galardón de Freshman del Año en la Western Athletic Conference. Como sophomore mejoró sus registros hasta los 18.7 puntos, 8.5 rebotes y 3.5 asistencias. Números que le valieron para ser elegido Jugador del Año de la Western Athletic Conference. De esta manera, se convirtió en el segundo sophomore en la conferencia que era nombrado Jugador del Año. El primero lo fue Keith Van Horn.
En sus dos últimas campañas firmó números muy similares con cifras en torno a los 17 puntos, 8 rebotes y 4 asistencias.
Finalizó su carrera con los SMU Mustangs como el máximo anotador de la historia de su universidad con 1.992 puntos.

### Profesional
Orlando Magic eligió a Sasser en el puesto 22 de la 1.ª ronda del Draft de la NBA de 2001. En su año de debut solo pudo disputar siete partidos debido a una tendinitis en la rodilla derecha. Promedió 1.4 puntos y 1 rebote.
En su segunda campaña, la temporada 2002-03 promedió 2.6 puntos y 2.5 rebotes. En los cuatro partidos que salió de titular firmó de media 14.5 puntos, 7 rebotes y 2 robos en 35.8 minutos.
Tras su aventura NBA emigró a Europa para jugar en 2004 en el ÉB Pau-Orthez francés.
En 2005 pasó por el Yakama Sun Kings de la CBA y por el Bnei HaSharon de Israel, con quien solo jugó dos encuentros reemplazando al lesionado Cookie Belcher. En 2007 se marchó a Kuwait a jugar en el Al Arabi.

## Estadísticas de su carrera en la NBA

### Temporada regular
| Temporada | Edad | Equipo        | Liga | P  | TIT | MIN  | TC  | TCA | %TC  | 3P  | 3PA | %3P  | TL  | TLA | %TL  | R.OF. | R.DEF. | REB | ASIS | ROB | TAP | PER | FP  | PTS |
| 2001-02   | 22   | Orlando Magic | NBA  | 7  | 0   | 5.1  | 0.4 | 2.0 | .214 | 0.0 | 0.0 |      | 0.6 | 0.7 | .800 | 0.4   | 0.6    | 1.0 | 0.3  | 0.4 | 0.0 | 0.3 | 0.4 | 1.4 |
| 2002-03   | 23   | Orlando Magic | NBA  | 75 | 4   | 13.6 | 0.9 | 2.8 | .309 | 0.2 | 0.6 | .295 | 0.7 | 1.0 | .679 | 0.9   | 1.6    | 2.5 | 0.9  | 0.6 | 0.2 | 0.5 | 1.2 | 2.6 |
| Carrera   |      |               | NBA  | 82 | 4   | 12.9 | 0.8 | 2.7 | .303 | 0.2 | 0.5 | .295 | 0.7 | 1.0 | .687 | 0.8   | 1.5    | 2.3 | 0.8  | 0.6 | 0.1 | 0.5 | 1.1 | 2.5 |

### Playoffs
| Temporada | Edad | Equipo        | Liga | P | MIN | TCA | TC | 3PA | 3P | TLA | TL | R.OF. | REB | ASIS | ROB | TAP | PER | FP | PTS | %TC  | %3P  | %FT | MIN | PTS | REB | AST |
| 2002-03   | 23   | Orlando Magic | NBA  | 6 | 25  | 2   | 7  | 1   | 4  | 0   | 0  | 1     | 5   | 1    | 1   | 1   | 1   | 1  | 5   | .286 | .250 |     | 4.2 | 0.8 | 0.8 | 0.2 |
| Carrera   |      |               | NBA  | 6 | 25  | 2   | 7  | 1   | 4  | 0   | 0  | 1     | 5   | 1    | 1   | 1   | 1   | 1  | 5   | .286 | .250 |     | 4.2 | 0.8 | 0.8 | 0.2 |